# Rosa Roth – Montag, 26. November
Montag, 26. November ist ein deutscher Fernsehfilm von Carlo Rola aus dem Jahr 1996. Es handelt sich um die fünfte Episode der ZDF-Kriminalfilmreihe Rosa Roth mit Iris Berben in der Titelrolle einer Kriminalkommissarin der Berliner Mordkommission. Nachdem Roth einen bestialischen Mörder überführen konnte, führt sie ihr neuer Fall in eine herrschaftliche Villa, in der der Chauffeur erstochen aufgefunden wurde.
Roths Mitarbeiter Charly Kubick, Jürgen Roeder und Karin von Lomanski werden wiederum von Jockel Tschiersch, Zacharias Preen und Carmen-Maja Antoni verkörpert, ihr Vorgesetzter Günther Zorn von Gunter Schoß. Die Haupt-Gaststars dieser Folge sind neben Andrea Jonasson und Peer Jäger, Tatjana Blacher und Gudrun Okras. 

## Handlung
Dem Film vorangestellt ist folgendes Zitat: „Doch die verhasste Reinheit und die erträumten Stunden waren der frische Blick meiner brennenden Augen.“ (Pier Paolo Pasolini)
Rosa Roth hat gerade erfolgreich den vierfachen Frauenmörder Katte überführt, der ihr androhte, sie umzubringen, wenn er wieder auf freien Fuß sei, da wird sie zur Villa der bekannten Schauspielerin Valerie Behrens und des Politikers Dr. Jens Palm gerufen, wo deren Chauffeur Franz Siebert erstochen aufgefunden wurde. Palm steht kurz davor Senator zu werden. Die Haushälterin der Sieberts, Hannelore Bär, scheint die Tat sehr mitzunehmen. Allerdings führen alle verdächtigen Spuren zu ihr, diese sind jedoch so offensichtlich, als habe sie jemand gelegt. Bär bestreitet vehement, etwas mit der Tat zu tun zu haben, zudem hat sich herausgestellt, dass sie und Siebert bereits seit über vier Jahren verheiratet waren. Sie hielten das geheim, weil das prominente Paar keine Ehepaar in seinen Diensten haben wollte. Im Gegensatz zu ihren Kollegen ist Roth davon überzeugt, dass Bär nicht die Täterin ist.
Roth unterhält sich mit Valerie Behrens, die zugibt, dass sie ein Verhältnis mit Siebert hatte. Ihr Mann habe das akzeptiert. Gegenüber Jens Palm äußert Roth, dass Siebert vielleicht ermordet worden sei, weil er etwas gewusst habe. Palm verwahrt sich dagegen, was solle ein Chauffeur denn schon gewusst haben, meint er sarkastisch mit dem Hinweis, Roth verrenne sich da wohl. Dass seine Frau mit anderen Männern geschlafen habe, könne er ihr kaum verwehren, da sie es mit ihm ja nicht mehr könne. Palm sitzt im Rollstuhl und ist aber der Hüfte gelähmt. Überraschend will Roth wissen, warum er seinen Chauffeur mit nach Nordkorea genommen habe. Palm verweist darauf, dass er ihn aufgrund seiner Lage gebraucht habe. Von Tanja, der Tochter von Behrens und Palm, erfährt Roth, dass Siebert auch mit ihr geschlafen und sogar den Plan gehabt habe, sich mit ihr abzusetzen.
Da Palm sich widersetzt, weiter mit Roth zu sprechen, lässt sie ihn zum Verhör ins Kommissariat bringen. Als sie ihm sagt, dass sie gleich Unterlagen bekommen werde, um welche Art von Geschäften es zwischen ihm und Siebert gegangen sei, reagiert er überrascht. Aus den aufgefundenen Unterlagen ergibt sich, dass Palm und Siebert intern eine Firma gegründet hatten, die allerdings laut Papieren allein auf Siebert zugelassen war. Roth sagt Palm auf den Kopf zu, dass Siebert sein Strohmann gewesen sei, sein nützlicher Idiot, da er mit seiner offiziellen Firma Geschäfte die einem Ausfuhrverbot zuwiderliefen nicht habe machen wollen. Allerdings sei Siebert nicht so dumm gewesen, wie er gedacht habe. Daraufhin gibt Palm zu, dass er Maschinen aus seinem Werk an Sieberts Scheinfirma verkauft habe. Was dann mit den Maschinen angestellt worden sei, habe ja nicht mehr in seiner Verantwortung gelegen. So seien illegale Geschäfte mit den Koreanern möglich und er fein raus gewesen. Dass Siebert das durchaus durchschaut habe, damit habe er nicht gerechnet. Es sei das erste Mal, dass er jemanden unterschätzt habe. Siebert habe dann damit gedroht, Fotos, die während des Liebesspiels mit seiner Frau entstanden seien und die Firmenmanipulationen der Presse zuzuspielen. Durch geflossene Gelder der Koreaner habe er ihn in der Hand gehabt und erpresst, er habe Geld gewollt, viel Geld und immer mehr. 
Aus Palm bricht es heraus, dass Siebert Fotos von sich und seiner Tochter während des Liebesspiels gemacht und ihn auch damit erpresst habe. Valerie Behrens erzählt der Kommissarin, dass sie Siebert geliebt und mit ihm ein neues Leben habe anfangen wollen. Er habe ihr jedoch deutlich gemacht, dass sie ihm nur noch lästig und unerträglich sei. Letztendlich gibt Behrens zu, dass ihr Mann Siebert erstochen und Spuren gelegt habe, die zu Frau Bär als Täterin geführt hätten. Palm hingegen beschuldigt seine Frau, begeht aber einen schwerwiegenden Fehler in seiner Aussage, wodurch zweifelsfrei feststeht, dass Valerie Behrens die Wahrheit gesagt hat. Palm ist der Ansicht, dass das mit Siebert, der zuletzt zwei Millionen von ihm gewollt habe, immer so weitergegangen wäre, er habe weg gemusst. Es gebe wichtige Menschen und unwichtige, Siebert sei völlig unwichtig gewesen. 

## Produktionsnotizen
Der Film wurde 1995 in Berlin und Umgebung gedreht. Oliver Berben, der Sohn der Hauptdarstellerin, wirkte als Regieassistent mit. Jörg Henicke und Nils Burtzlaff waren für die Aufnahmeleitung zuständig, Michael Baier und Jochen Kather für die Produktionsleitung und Elke Henrich für die Herstellungsleitung. Als Produzent fungierte Norbert Sauer. Die Redaktion hatten Klaus Bassiner und Alexander Ollig. Produziert wurde der Film von der Ufa Fernsehproduktion GmbH Berlin im Auftrag des ZDF und des ORF.

## Rezeption

### Veröffentlichung
Die Folge Montag, 26. November wurde am 28. Dezember 1996 um 20:15 Uhr im ZDF erst ausgestrahlt.
Die ersten sechs Folgen der Reihe wurden von Studio Hamburg Enterprises am 25. Mai 2012 auf DVD herausgegeben.

### Kritik
Die Kritiker der Fernsehzeitschrift TV Spielfilm vergaben an den Film die bestmögliche Wertung, der Daumen zeigte nach oben, für Action gab es einen und für Spannung zwei von drei möglichen Punkten. Sie stellten fest „Montag, der 26 November ist ein ganz mieser Tag“ mit dem Fazit: „Ein kniffliger Fall für die Dame von der Polizei“ und „auch am Samstag, 12. August noch klasse“.